# ۱٬۱٬۱٬۲-تترافلوئورواتان
۱٬۱٬۱٬۲-تترافلوئورواتان یا R-134a (به انگلیسی: 1,1,1,2-Tetrafluoroethane) با فرمول شیمیایی CH۲FCF۳ یک ترکیب شیمیایی است؛ که جرم مولی آن ۱۰۲٫۰۳ g/mol می‌باشد. شکل ظاهری این ترکیب، گاز بی‌رنگ است.

## کاربرد
از این گاز در یخچال های خانگی و صنعتی برای سرمازایی استفاده می شود. 